# Моденовская (Кировская область)
Моденовская — деревня в Сунском районе Кировской области в составе Большевистского сельского поселения.

## География
Находится на расстоянии примерно 13 км по прямой на северо-запад от районного центра поселка Суна.

## История
Известна с 1764 года как деревня Зверевская Успенского Трифонова монастыря с населением 18 жителей (все монастырские крестьяне). В 1873 здесь учтено было дворов 20 и жителей 126, в 1905 21 и 133, в 1926 32 и 158, в 1950 32 и 132 соответственно, в 1989 оставалось 28 жителей. Нынешнее название закрепилось с 1939 года.

## Население
Постоянное население составляло 11 человек (русские 100 %) в 2002 году, 12 в 2010.